# Maya DiRado
Maya DiRado (n. 5 aprilie 1993, California, SUA) este o înotătoare americană, medaliată olimpică. A participat la o ediție a Jocurilor Olimpice (2016) în care a câștigat o medalie de argint și o medalie de bronz.